# 濱野りれ
濱野 りれ（はまの りれ、1989年〈平成元年〉7月8日 - ）は、日本のインフルエンサー、女優、タレント、モデルである。東京都出身。

## 略歴
- 2011年、講談社ミスマガジンベスト15[1]にエントリー。同年、ミスマガジン出場者が出演したドラマ『もっと熱いぞ!猫ヶ谷!!』に出演。
- 現在はインスタグラムをメインとしたインフルエンサーとして活動。インスタグラムのフォロワーは100万人を越えている。
- 2022年6月一般男性と結婚。

## 人物
- 高校時代にアメリカ留学経験あり（1年間）。趣味・特技：スノーボード・スキューバダイビング・旅行・ダンス・スポーツ全般[2]。
- ガールズトーク 薔薇組で共演した小森真理子と仲が良い[3]。

## 出演

### テレビドラマ
- 土曜ワイド劇場・法医学教室の事件ファイル（2011年1月22日、テレビ朝日）
- もっと熱いぞ!猫ヶ谷!! 第8話（2011年12月1日、名古屋テレビ放送ほか） - 江住サチコ 役
- 最高の離婚 第9話（2013年3月7日、フジテレビ）
- ガールズトーク 薔薇組（2013年10月1日 - 2014年3月25日、テレビ朝日） - 桃薔薇の魔世（まよ）役
- GIRLS/ガールズ シーズン5 第3話（2016年）
- 銀と金 第2話（2017年1月14日、テレビ東京）
- 花実のない森（2017年3月29日、テレビ東京）
- 警視庁ゼロ係〜生活安全課なんでも相談室〜 SECOND SEASON 第6話（2017年9月1日、テレビ東京） - 杉山咲 役
- フリンジマン〜愛人の作り方教えます〜 第10話 - （2017年、テレビ東京） - 湊谷かなえ 役

### 情報・バラエティ
- 『ぷっ』すま（2012年1月6日、テレビ朝日）
- 情報満喫バラエティ 週末にしたい10のこと!（2012年1月13日・20日、日本テレビ）
- はなまるマーケット（2012年2月9日、TBS）
- カキューン!! 第90回（2012年2月23日、関西テレビ放送ほか）
- 全力坂（2012年4月18日・24日、テレビ朝日）
- スッキリ!ラブコレ女子（2012年10月3日 - 12月26日、テレビ神奈川）
- サイレントロワイヤル（2012年10月12日、フジテレビ）
- 買いテキ!通販ツウ（2013年2月21日・22日、3月4日・11日・13日・20日・27日、4月1日・8日・9日・15日・19日、5月24日・30日、6月3日・11日・14日、8月26日、9月1日・24日、10月9日・10日、11月29日、12月5日、2014年1月31日、2月25日・27日、4月15日、6月20日・23日、8月27日、9月3日、12月22日、2015年3月4日、4月29日、6月9日、TBS）
- 就職の神様 2013（2013年3月8日、フジテレビ）
- スパニチ!! 「女医が解決!ベストアンサー」（2013年4月21日、TBS）
- 行列のできる法律相談所（2013年6月23日、日本テレビ） - 検証VTRに出演
- マンスリーTV「人生終了クイズ」（2014年4月10日、日本テレビ） - 出題VTRに出演
- 誰だって波瀾爆笑（2014年6月1日、日本テレビ） - 再現VTRに出演
- ヒルナンデス!（2014年10月30日、日本テレビ）
- マスカットナイト（2015年10月8日- 2017年3月29日、テレビ東京）
- 志村の時間（2016年7月19日、フジテレビ）

### ラジオ
- バイオレディオ（2017年11月18日- 兵庫エフエム放送）- 11月18日はゲスト、11月25日よりサウンドクルー扱い

### CM
- 森永製菓「DARS 毎日ダースの日篇」（2016年）

#### インフォマーシャル
- Hulu（2012年5月25日、テレビ朝日※全力坂番組内）

### 映画・ショートフィルム
- SCOOP!（2016年10月1日公開）

### WEB
- ファンタスターch第二部:IAM☆MAI（2011年10月5日 - 、Ustream）

### 配信
- 悪夢の童話～現代版サイコホラー～「マッチ売りの少女」（2014年、BeeTV）
- ガキ☆ロック～浅草六区人情物語～ 第5話（2017年4月14日 -、Amazonプライム・ビデオ）

### PV
- Brian the Sun「Sister」（2012年）
- KEIN ft HighLux「Girls」（2012年）
- D-LITE (from BIGBANG)「ナルバキスン (Look at me, Gwisun) JP Full Ver.」（2014年）
- RADWIMPS「カタルシスト」（2018年）

### 舞台
- アリスインプロジェクト×企画演劇集団ボクラ団義『ハイスクールミレニアム』（2011年12月13日 - 18日、池袋シアターKASSAI） - 君塚美喜子 役（ダブルキャスト、月組）
- Kix2-1ユニット『ニコラスK2を探せ!!』（2012年12月6日 - 9日、築地本願寺ブディストホール） - サタン星人ウーラ 役
- 恋のあるある会『コイノアルアル爆笑聖夜会 恋愛を学んで強くなれるバラエティSHOW 恋を学べるコント。爆笑恋バナ。感動の歌。』（2016年12月4日、表参道グラウンド）

### 雑誌
- 週刊ヤングマガジン（2011年No.24、講談社）
- 週刊少年マガジン（2011年No.25、講談社）
- Option（2012年5月号、三栄書房）
- ヤングアニマル（2012年No.15、白泉社）
- ヤングアニマル嵐（2012年No.9、白泉社）
- BLENDA（2013年1月号 - 2014年9月号、角川春樹事務所）
- ネイルUP!（2013年5月号、ブティック社）
- bis（2018年3月号、光文社）
- SENSE（2019年3月号、センス）